# Таксон (журнал)
Taxon — выходящий раз в два месяца рецензируемый научный журнал, посвященный классификации растений. Журнал публикует издательство Wiley от имени Международной ассоциации классификации растений, официальным журналом которой он и является. Журнал создан в 1952 году и является единственным местом, где можно публиковать обновления номенклатуры и предложения по внесению поправок в Международный кодекс номенклатуры водорослей, грибов и растений (за исключением правил, касающихся грибов). Главный редактор — Дирк С. Альбах (Университет Ольденбурга).

## Индексирование
Журнал индексируется в: 
- Aquatic Sciences and Fisheries Abstracts[4]
- Biological Abstracts[5]
- BIOSIS Previews[6]
- CAB Abstracts[7]
- Chemical Abstracts Service[8]
- Current Contents/Agriculture, Biology & Environmental Sciences[6]
- GEOBASE[9]
- Science Citation Index[6]
- Scopus[10]
- The Zoological Record[6]

Согласно Journal Citation Reports, в 2017 импакт-фактор журнала составил 2.680.

## Внешние ссылки
- onlinelibrary.wiley.com/page/journal/19968175/homepage/overview — официальный сайт Таксон